# Emil Allweil
Emil Allweil (ur. 3 lutego 1883 w Czyżowicach, zm. 1942 w Wieliczce) – polski architekt żydowskiego pochodzenia, działający w Krakowie.

## Życiorys
Syn Eliasza i Chameides Beili. Uczęszczał na Wydział Budowlany Szkoły Przemysłowej w Krakowie. Od 1898 do 1905 praktykował w Leżajsku. Po powrocie do Krakowa przez krótki czas pobierał praktyki u Teodora Hoffmana, a później, od 1906 do 1909, pracował w firmie budowlanej Kazimierza Brzezińskiego. W następnych latach kilkukrotnie zmieniał pracodawców, a od 1916 do 1924 był budowniczym miejskim w Wieliczce. W 1926 uzyskał uprawnienia licencjonowanego budowniczego. Był członkiem Stowarzyszenia Izraelitów Postępowych.

## Dzieła
- 1928–1929: wille przy ulicy Zaleskiego 32 i 34 w Krakowie (wspólnie z Romanem Bandurskim)
- 1933–1935: kamienica przy ulicy Nowowiejskiej 30 w Krakowie[4]
- 1934: kamienica przy ulicy Racławickiej 18 w Krakowie[4]
- 1936: kamienica przy ulicy Bandurskiego 44 w Krakowie[4]
- 1937–1939: kamienica przy ulicy Nowowiejskiej 35 w Krakowie[4]

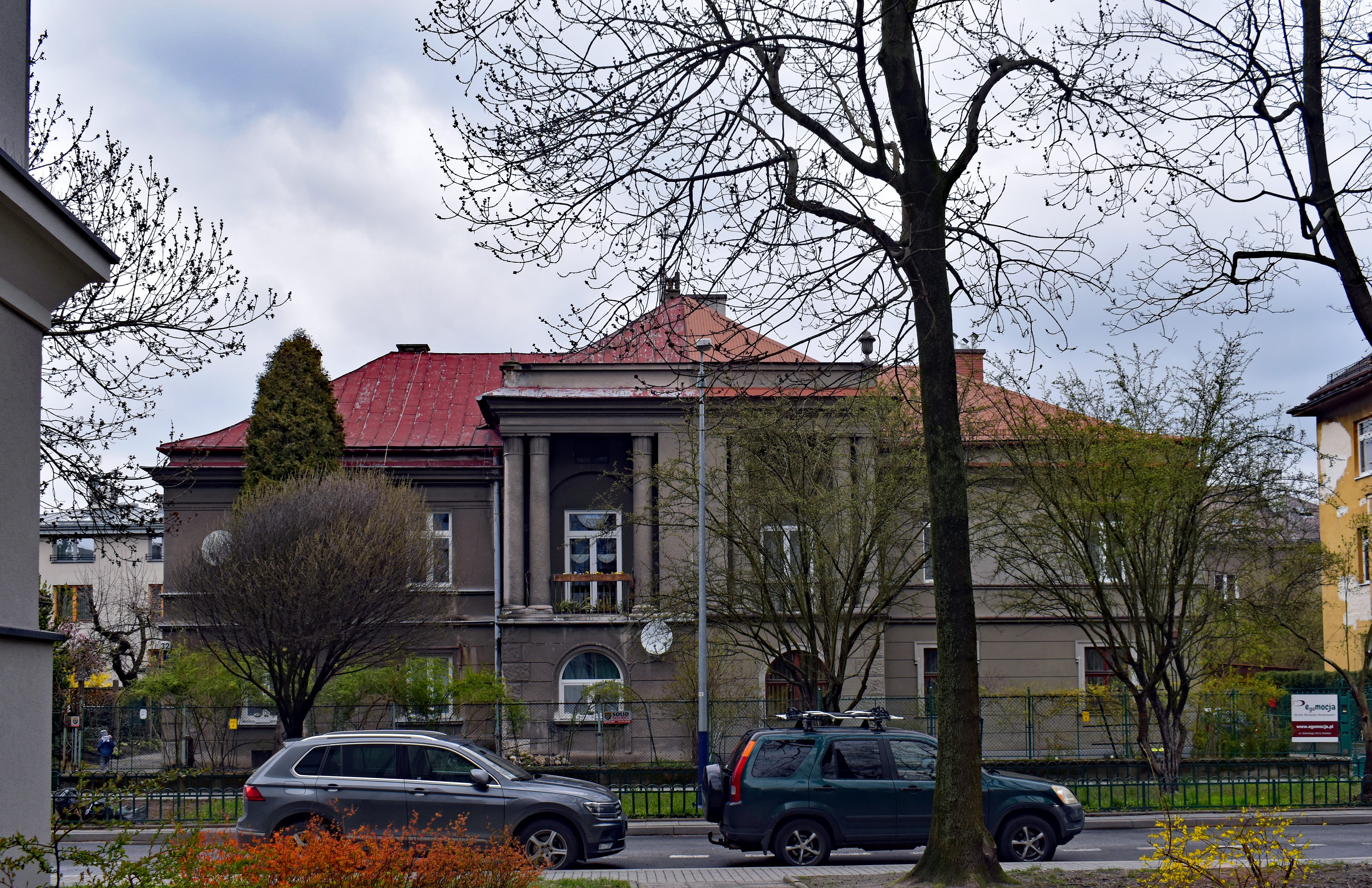
Willa „Hanka” (po lewej) i willa „Józef” Kraków ul. Zaleskiego 32 i 34, 1928
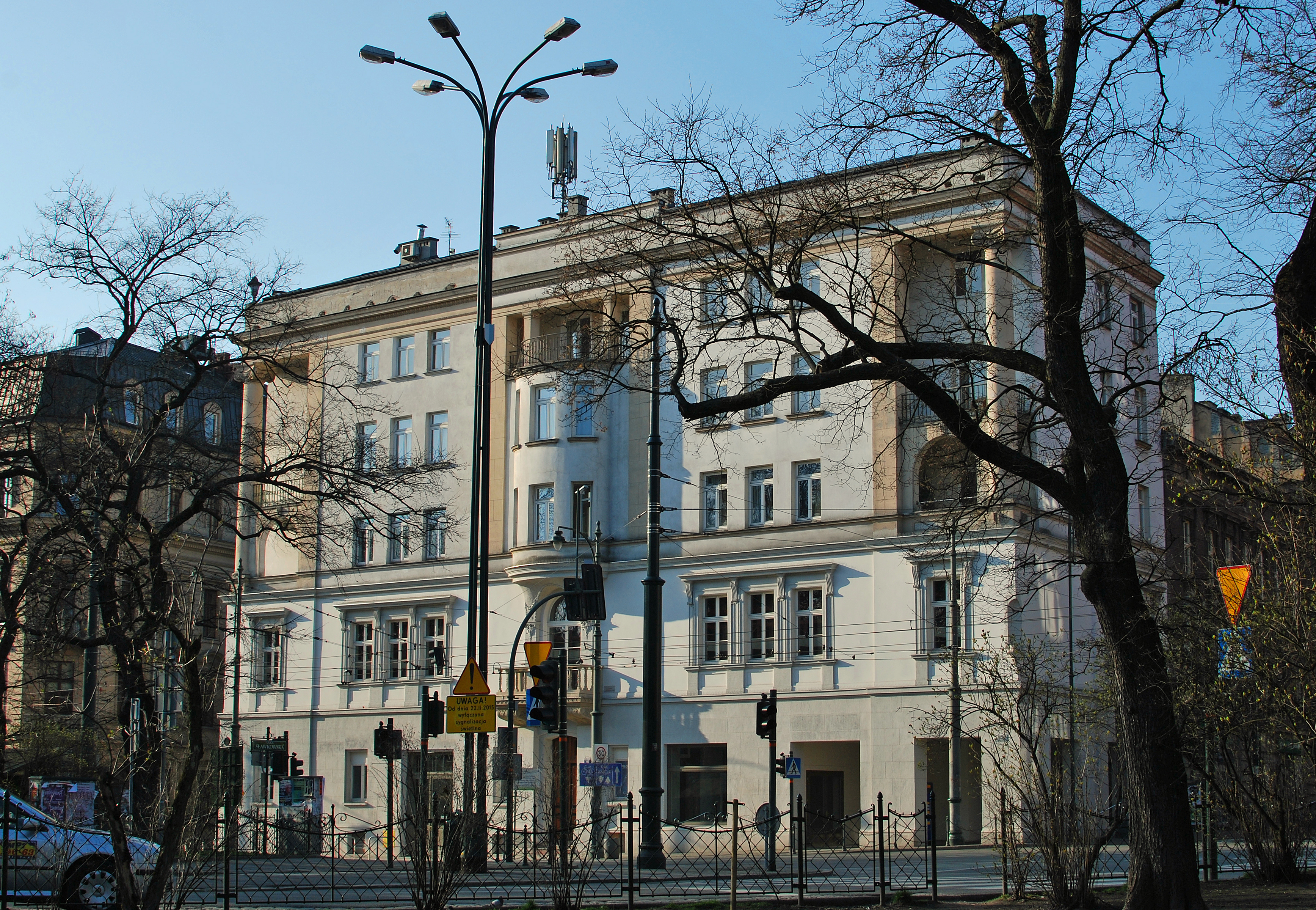
Kamienica Kraków ul. Basztowa 10, 1929 (projekt Wacława Krzyżanowskiego; Allweil i Bandurski byli kierownikami robót budowlanych[2])